# Beurteilungsfehler
Beurteilungsfehler sind in der Psychologie diejenigen Fehler, die bei der Beurteilung von Sachverhalten, Situationen, Objekten oder insbesondere von Personen vorkommen.
Ein Sammel-Oberbegriff sind Kognitive Verzerrungen oder kognitive Fehler (englisch cognitive bias/error/fallacy) s Eigenschaften der zu verarbeitenden Information werden dabei systematisch verzerrt verstanden bzw. mental repräsentiert. Dies kann ggf. fehlerhafte oder suboptimale Urteile, Entscheidungen oder Handlungen forcieren.

## Allgemeines
Beteiligte an einer Beurteilung sind der Beurteilende (Beurteiler) und das Beurteilungsobjekt (Sachverhalte, Personen). Das Ergebnis jeder Beurteilung kann durch Beurteilungsfehler verfälscht werden. Jeder Beurteiler neigt zu bestimmten Beurteilungstendenzen, woraus Beurteilungsfehler entstehen können. Beurteilungsfehler beruhen auf subjektiven Einflüssen (Gefühle, Wertvorstellungen, Wünsche, Vorstellungen, Erwartungen) oder mangelnder bzw. fehlender Fachkompetenz des Beurteilers, die mehr oder weniger stark in jeden Beurteilungsprozess einfließen. Jede Beurteilung ist somit mehr oder weniger subjektiv vom Beurteiler geprägt. Beurteilungsfehler wirken sich unbewusst und damit unkontrolliert auf den Beurteilungsprozess und auf das Beurteilungsergebnis aus.
Beurteilungsfehler beginnen im Beurteilungsprozess bei der fehlenden oder falschen Wahrnehmung des Beurteilungsobjekts (Wahrnehmungsfehler) etwa durch selektive Wahrnehmung des Beurteilers, setzen sich bei der fehlenden oder falschen Anwendung der Beurteilungskriterien fort und enden bei der fehlerhaften Anwendung der Urteilsdimension. Auch mangelnde Fachkompetenz wirkt sich als Beurteilungsfehler aus. Am häufigsten werden in der Fachliteratur die Beurteilungsfehler bei der Beurteilung von Personen (bei Schülern durch Schulzeugnisse; bei Arbeitnehmern in der Privatwirtschaft durch Leistungsbeurteilung oder Mitarbeiterbewertung; bei Beamten und Soldaten durch dienstliche Beurteilung, bei allen Arbeitnehmern durch Arbeitszeugnisse) oder bei Sportlern durch Sportnoten diskutiert. Auf sie wird im Folgenden eingegangen, sie können analog auf  die Beurteilung von Sachverhalten, Situationen usw. angewandt werden. 

## Arten
Man unterscheidet folgende Beurteilungsfehler:
- Persönlichkeitsbedingte Beurteilungsfehler[4] haben ihren Ursprung in der Persönlichkeit des Beurteilers:
  - Projektionsfehler: Eigene Fähigkeiten, Absichten und Eigenschaften des Beurteilers werden den zu Beurteilenden zugeordnet, so dass die Beurteilten mit ähnlichen Eigenschaften günstiger wegkommen als Beurteilte ohne diese.
  - Vorurteile: Lässt der Beurteiler ausgeprägte und nicht gründlich geprüfte positive oder negative Urteile oder Einstellungen über den zu Beurteilenden in seine Beurteilung mit einfließen, so wird das Beurteilungsergebnis positiv oder negativ verfälscht.
  - Sympathie/Antipathie: Sympathie und Antipathie selbst sind noch keine Beurteilungsfehler, sondern erst, wenn sie einen Wahrnehmungsfilter beim Beurteiler erzeugen. Bestehende Sympathien führen dann dazu, dass positive Merkmale des Beurteilten verstärkt und negative Eigenschaften weniger gewichtet oder nicht berücksichtigt werden. Das gilt umgekehrt für die Antipathie.
  - Erster Eindruck: Der erste Eindruck, den ein Beurteiler über den Beurteilten bekommt, formt oft eine bildliche Vorstellung über das gesamte Wesen des Beurteilten und versperrt die Wahrnehmung des erforderlichen Gesamtbildes.
  - Logische Fehler („Fehler aufgrund einer impliziten Persönlichkeitstheorie“[5]) beziehen sich auf falsche Ableitungen und/oder Übertragungen auf den zu Beurteilenden. So haben hochbegabte Schüler meist keine besonderen Schulprobleme, das gilt aber nicht für alle.[6] Eine implizite Persönlichkeitstheorie ermöglicht es dem Beurteiler, von einer Eigenschaft auf eine andere zu schließen. Bestimmte Persönlichkeitsmerkmale scheinen stets zusammen aufzutreten oder einander zu bedingen („Wer lügt, der stiehlt auch“).
  - Der Milde-Härte-Fehler beschreibt ein systematisches Über- oder Unterbeurteilen eines Aspektes, wodurch die Einstufungen mehrerer Merkmale systematisch zu negativ oder positiv ausfallen.
- Wahrnehmungsverzerrungen entstehen bei der Informationsgewinnung und Informationsverarbeitung durch den Beurteiler. Aufgrund einer (physiologisch bedingten) begrenzten Aufnahme- und Verarbeitungskapazität können aus quantitativen Gründen nicht alle Reize wahrgenommen werden, denen ein Beurteiler ausgesetzt ist.  
  - Halo-Effekt: Der Gesamteindruck oder eine Einzelbeobachtung überstrahlen andere eventuell positive oder negative Merkmale.
  - Primäreffekt (Primacy-Effekt): Die zuerst wahrgenommenen Leistungen prägen das Bild im Gedächtnis des Beurteilers und werden gegenüber späteren/aktuellen Leistungen überbewertet.
  - Rezenzeffekt (Nikolaus-Effekt): Kurz zurückliegende Leistungen haften noch am besten im Gedächtnis des Beurteilers und werden gegenüber länger zurückliegenden Leistungen überbewertet.
  - Beim Hierarchieeffekt werden die höheren Ebenen tendenziell besser, untere Ebenen dagegen tendenziell schlechter beurteilt. Durch selektive Wahrnehmung werden einzelne Vorgänge stärker wahrgenommen und bei der Beurteilung stärker gewichtet.
- Beurteilungsverfälschungen liegen vor, wenn der Beurteiler bewusst sein Urteil manipuliert. Das Beurteilungsobjekt wird realitätswidrig besser oder schlechter dargestellt. Das kann bei Sympathien zu Begünstigungsabsichten (ungerechtfertigte Beförderungen) oder bei Antipathien zu Schädigungsabsichten führen. Im Personalwesen gibt es das „Wegloben“, die „Gefälligkeitsbeurteilung“ oder das Mobbing mit Hilfe von Beurteilungen.
- Verfahrensfehler und soziales Umfeld: Falsche oder unvollständige Beurteilungskriterien und mangelnde oder fehlende Ausbildung der Beurteiler verhindern eine vollständige oder gerechte Beurteilung. Die Gaußsche Normalverteilung geht davon aus, dass die meisten Personen durchschnittlich begabt und befähigt sind, nur wenige weisen extrem gute oder extrem schlechte Fähigkeiten auf. Diese Normalverteilung wirkt sich in Unternehmen als Tendenz zur Mitte aus, obwohl nicht alle Mitarbeiter ausschließlich durchschnittliche Eigenschaften aufweisen, sondern individuelle Konturen besitzen, die zu berücksichtigen sind.

Entscheidend ist, dass diese Beurteilungsfehler selbst durch geschulte Beurteiler mit Fachkompetenz vorkommen. Fehlt es sogar an Fachkompetenz, ist eine Beurteilung wertlos, es handelt sich um einen systematischen Fehler.

## Folgen
Selbst dieselben Sachverhalte oder Situationen werden manchmal durch mehrere Beurteiler unterschiedlich bewertet („zwei Juristen – zwei Meinungen“). Ursachen sind unterschiedliche Fachkompetenz und/oder vorkommende Beurteilungsfehler. Da die meisten Beurteilungen Folgewirkungen auslösen, weil sie Grundlage für eine Versetzung (Schüler), Beförderung bzw. Degradierung (Personalwesen) oder Sieg oder Niederlage (Sportler) sind, wirken sich Beurteilungsfehler gravierend aus.